# Eyedea & Abilities
Gli Eyedea & Abilities, inizialmente noti come Sixth Sense, sono un duo hip hop statunitense. I due formarono il gruppo attorno al 1997, arrivando presto a vincere importanti competizioni come lo Scribble Jam e la Blaze Battle, trasmessa dalla HBO. Eyedea è anche stato in tour con il rapper Slug e con altri della crew della Rhymesayers Entertainment. Il primo disco First Born fu pubblicato nel 2001 per la Rhymesayers Entertainment. Dopo un'esperienza da solista di Eyedea nel 2002 sotto il nome Oliver Hart, Eyedea and Abilities pubblicarono il secondo album, E&A, nel 2004.
Dopo E&A Eyedea pubblicò This Is Where We Were, insieme al suo gruppo free jazz Face Candy. Nello stesso periodo formò i Carbon Carousel, band alternative rock, insieme ad altri musicisti di Minneapolis e Saint Paul. La band al momento ha all'attivo un EP, The Some of All Things or: The Healing Power of Scab Picking, e due singoli di tre canzoni.
Eyedea & Abilities ritornarono in scena nell'inverno 2007 con il tour Appetite For Distraction. Il tour si è svolto principalmente negli USA occidentali, con la partecipazione di Kristoff Krane e Sector7G, e si è protratto fino alla primavera del 2008.
Sebbene ufficialmente non ci siano progetti per un nuovo album del duo, la band sta lavorando ad un nuovo album, in uscita nel 2009 su Rhymesayers Entertainment.
Eyedea morì nel sonno per overdose da oppiacei il 16 ottobre 2010.Eyedea è ricordato per i testi profondi e raffinati, che genericamente avevano tematiche psicologiche, e per la sua bravura, la sua fantasia e il suo sangue freddo nelle Battle di Freestyle.

## Discografia

### Album studio
- 2001 - First Born, (Rhymesayers Entertainment)
- 2004 - E&A, (Epitaph Records, Rhymesayers)
- 2009 - By The Throat, (Rhymesayers)

### Singoli
- 2000 - Pushing Buttons 12
- 2001 - Blindly Firing 12
- 2003 - Now 12

### Altri
- 2003 - E&A Road Mix
- 2003 - E&A Instrumentals